# جو بوید
جو بوید (به انگلیسی: Joe Boyd) (زادهٔ ۵ آگوست ۱۹۴۲) یک مهندس صوت و نویسنده اهل آمریکا است.او قبلاً" عضوی از شرکت تولیدی Witchseason و مؤسس شرکت نشر موسیقی Hannibal Records بشمار می‌آمد.او نقش مهمی در ضبط موسیقی با هنرمندانی نظیر پینک فلوید، فیرپورت کانونشن، سندی دِنی، ریچارد تامسون، نیک دریک داشت.

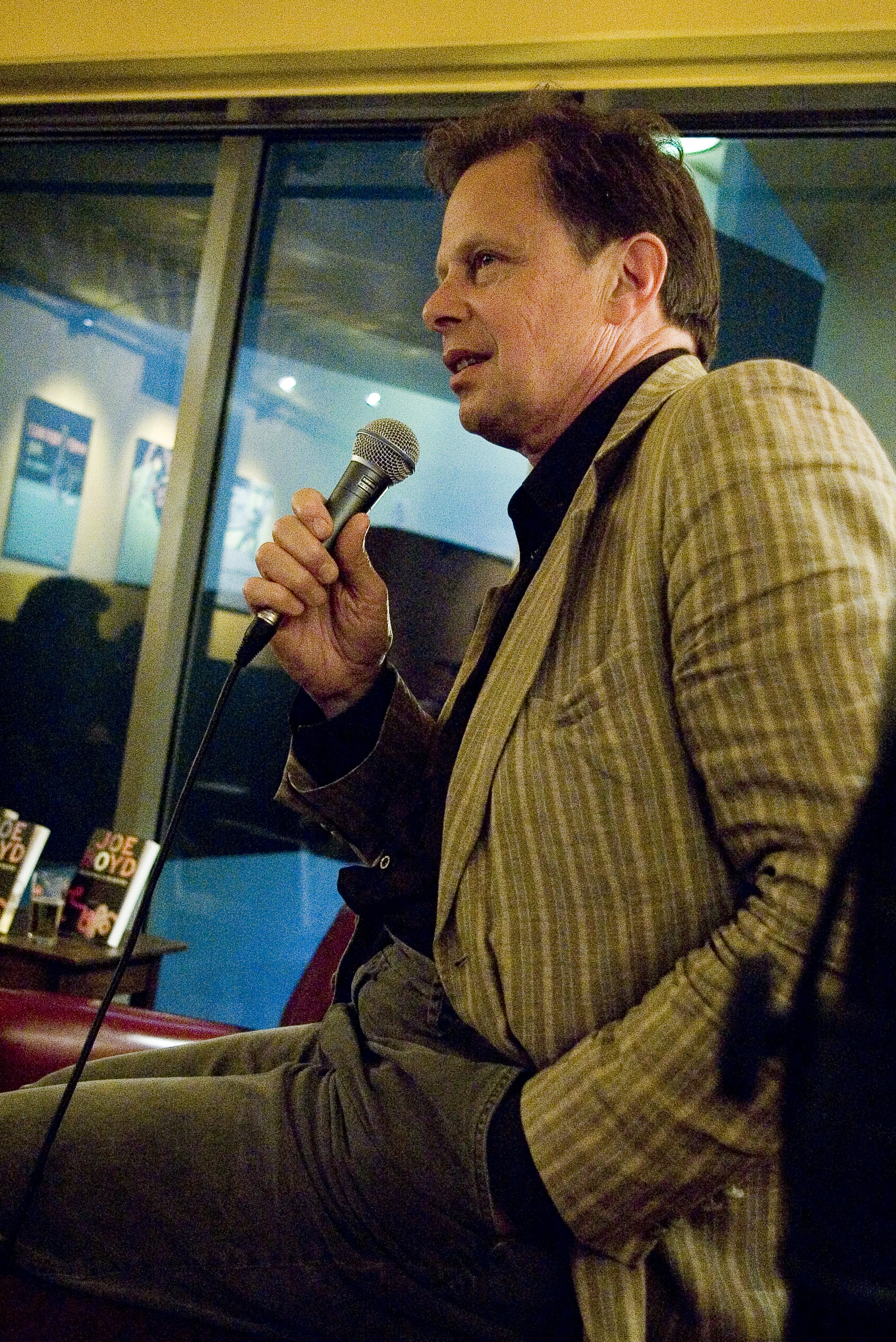
جو بوید در ۲۰۰۸